# Christopher Hornsrud
Christopher Hornsrud (15. listopadu 1859 Skotselv – 12. prosince 1960 Oslo) byl norský politik a novinář, který se stal v roce 1928 na osmnáct dní prvním zástupcem Strany práce ve funkci norského premiéra.
Vyrostl na rodinné farmě v kraji Buskerud a od šestnácti let pracoval v obchodě. Pod vlivem Bjørnstjerne Bjørnsona se začal politicky angažovat ve straně Venstre a podporoval progresivní zdanění a všeobecné volební právo. V roce 1893 se stal sociálním demokratem a působil ve stranické komisi pro otázky zemědělství. Od roku 1902 byl radním norského hlavního města. V roce 1903 byl zvolen předsedou Strany práce, z funkce odešel v roce 1906 po konfliktu s radikálním křídlem strany, které odmítalo jeho snahu o spolupráci s buržoazními stranami. Pracoval jako redaktor novin Fremtiden a Dagsavisen a v letech 1909 až 1912 byl starostou města Modum. V roce 1912 byl zvolen poslancem Stortingu, kde působil do roku 1936, od roku 1921 vedl labouristickou poslaneckou frakci.
Po parlamentních volbách v říjnu 1927 se stali sociální demokraté nejsilnější stranou v Norsku a 28. ledna 1928 král Haakon VII. jmenoval Hornsruda předsedou vlády a ministrem financí. Po nástupu do funkce premiér představil plán na bankovní reformu, kterým proti sobě postavil potenciální koaliční partnery, Hornsrudova vláda nezískala v parlamentu důvěru a 15. února 1928 odstoupila. Hornsrud pak zastával funkci místopředsedy parlamentu, v níž setrval do roku 1934. Po odchodu z vrcholné politiky vedl státní hypotéční banku. V roce 1952 založil družstevní časopis Orientering, v němž ostře vystupoval proti členství Norska v NATO. Byl prvním norským premiérem, který se dožil sta let.